# 1980 UO1
1980 UO1 är en asteroid i huvudbältet som upptäcktes den 31 oktober 1980 av den amerikanska astronomen Schelte J. Bus vid Palomar-observatoriet.
Asteroiden har en diameter på ungefär 16 kilometer.